# 岩倉具集
岩倉 具集（いわくら ともあい）は、江戸時代後期の公家。正二位。大国隆正に入門し、画を能くする。

## 略歴
- 安永7年（1778年）に岩倉具選の子として生まれる。
- 文化7年（1810年）12月21日に叙従三位。
- 天保10年（1839年）に正二位、権大納言となる。
- 嘉永6年（1853年）に薨去。享年76。

## 系譜
- 父：岩倉具選
- 母：綾小路有美の娘
- 妻：綾小路俊資の娘
  - 男子：岩倉具満
  - 養子：岩倉具賢（実父は今城定成[1]）
  - 養子：岩倉具慶（実父は大原重成[2]） ‐ 娘婿に岩倉具視
  - 娘：岩倉洗子(1884年没) ‐ 新朔平門院女房。のち知光院（智光院）と号す。[3][4][5]